# باگنارا دی روماگنا
باگنارا دی روماگنا (به ایتالیایی: Bagnara di Romagna) یک کومونه در ایتالیا است که در استان راونا واقع شده‌است.

## خصوصیات
باگنارا دی روماگنا ۹٫۹۶ کیلومترمربع مساحت و ۲٬۴۲۳ نفر جمعیت دارد و ۲۲ متر بالاتر از سطح دریا واقع شده‌است.

## خواهرخوانده
شهرهای ادلمانسفلدن و Saint-Drézéry خواهرخوانده‌های باگنارا دی روماگنا هستند.